# Haikou

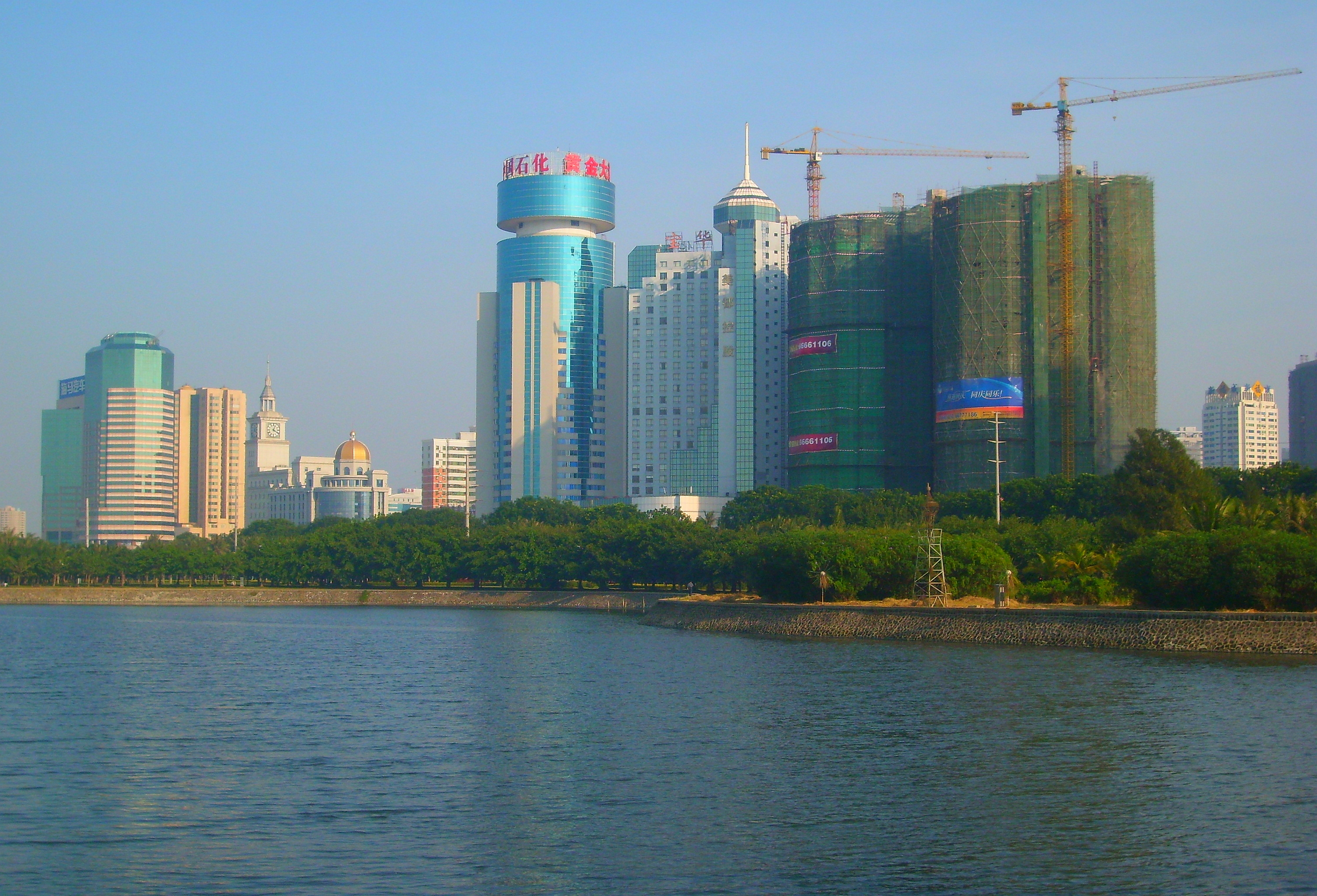
Skyline von Haikou

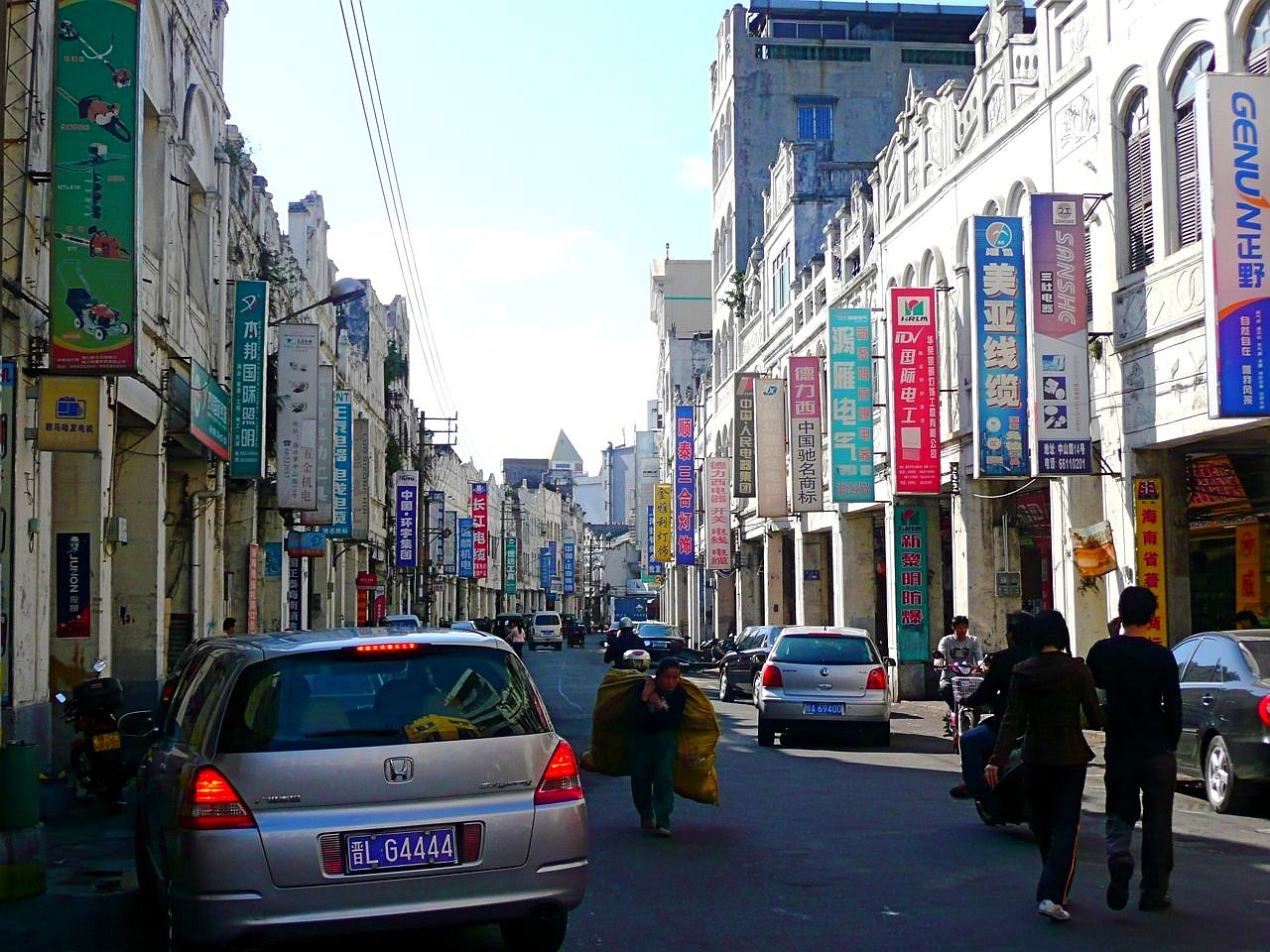
Straßenszene in Haikou

Haikou – früher auch Hoihow geschrieben – (chinesisch 海口市, Pinyin Hǎikǒu shì) ist eine bezirksfreie Stadt im Norden der Provinz Hainan in der Volksrepublik China und ist auch deren Hauptstadt und wirtschaftliches Zentrum. Das Verwaltungsgebiet der Stadt hat eine Fläche von 2.305 km² und Ende 2004 ca. 1,71 Millionen Einwohner (Aufenthaltsbevölkerung, davon mit Hauptwohnsitz: 1,43 Millionen). Die Stadt liegt auf der größten Insel Hainan Dao der aus mehreren Inseln bestehenden Provinz Hainan.

## Administrative Gliederung
Auf Kreisebene setzt sich Haikou aus vier Stadtbezirken zusammen. Diese sind:
| Karte der Stadtbezirke von Haikou | Karte der Stadtbezirke von Haikou | Karte der Stadtbezirke von Haikou | Karte der Stadtbezirke von Haikou | Karte der Stadtbezirke von Haikou | Karte der Stadtbezirke von Haikou |
| --------------------------------- | --------------------------------- | --------------------------------- | --------------------------------- | --------------------------------- | --------------------------------- |
| Longhua Xiuying Qiongshan Meilan  |                                   |                                   |                                   |                                   |                                   |
| Stadtbezirk                       | Fläche (km²)                      | Bevöl- kerung (2002)              | Bevöl- kerung (2010)              | Bevöl- kerung (2020)              | Dichte (Ew. je km²)               |
| Longhua 龙华区                    | 301                               | 404.000                           | 593.018                           | 797.684                           | 2.650                             |
| Xiuying 秀英区                    | 493                               | 290.000                           | 349.544                           | 567.108                           | 1.150                             |
| Qiongshan 琼山区                  | 928                               | 360.000                           | 479.960                           | 655.553                           | 706                               |
| Meilan 美兰区                     | 518                               | 510.000                           | 623.667                           | 853.013                           | 1.647                             |
| Haikou 海口市                     | 2.240                             | 1.564.000                         | 2.046.189                         | 2.873.358                         | 1.283                             |

## Ethnische Gliederung der Bevölkerung Haikous (2000)
Der Zensus des Jahres 2000 zählte 830.192 Einwohner Haikous.
| Name des Volkes | Einwohner | Anteil  |
| --------------- | --------- | ------- |
| Han             | 809.498   | 97,51 % |
| Li              | 8.759     | 1,06 %  |
| Zhuang          | 6.095     | 0,73 %  |
| Mandschu        | 846       | 0,1 %   |
| Hui             | 818       | 0,1 %   |
| Miao            | 815       | 0,1 %   |
| Tujia           | 710       | 0,08 %  |
| Yao             | 553       | 0,07 %  |
| Mongolen        | 501       | 0,06 %  |
| Dong            | 313       | 0,04 %  |
| Bouyei          | 270       | 0,03 %  |
| Koreaner        | 245       | 0,03 %  |
| Uiguren         | 146       | 0,02 %  |
| Yi              | 129       | 0,02 %  |
| Sonstige        | 494       | 0,05 %  |

## Wirtschaft
Haikou hat sich in den letzten Jahren zu einer modernen Industriestadt entwickelt, die viele Menschen aus anderen chinesischen Provinzen anlockt. Das alte China ist nur noch in der Altstadt zu erkennen, das restliche Innenstadtgebiet wird von Hochhäusern dominiert. Am 28. Oktober 2022 eröffnete im Westen der Stadt die Haikou International Duty-Free City, der weltgrößte zollfreie Handelskomplex. Der Hafen von Haikou besteht aus den drei Teilhäfen Xiuying, Xinhai und Macun. 2023 wurden dort insgesamt 123,7 Mio. Tonnen Fracht umgeschlagen. Der Containerumschlag betrug 1,44 Mio. TEU.

## Geschichte
Die Geschichte der Stadt geht auf die Han-Dynastie vor mehr als 2000 Jahren zurück. In der Tang-Dynastie und der Song-Dynastie war Haikou die wichtigste Verbindung zwischen Hainan und dem Festland. Im Jahr 1988 wurde die Stadt zur Hauptstadt Hainans erklärt. Dadurch hat Haikou sich von einer kleinen Grenzstadt zu einer modernen Stadt entwickelt.

## Sport & Freizeit
Jährlich im März findet hier seit 2008 der Ironman China statt – ein Triathlon-Bewerb über die Langdistanz (3,86 km Schwimmen, 180,2 km Radfahren und 42,195 km Laufen).
Das Snookerturnier World Open, ein Weltranglistenturnier, wird seit 2012 hier ausgetragen.

## Klima
Haikou liegt in der tropischen Zone. Es herrscht ein ozeanisches tropisches Monsunklima. Die durchschnittliche Temperatur im Januar beträgt 17,2 °C und im Juli 28,4 °C.
|                       | Jan  | Feb  | Mär  | Apr  | Mai  | Jun  | Jul  | Aug  | Sep  | Okt  | Nov  | Dez  |   |      |
| Mittl. Tagesmax. (°C) | 20,7 | 21,4 | 24,0 | 27,8 | 32,1 | 32,8 | 32,6 | 31,1 | 30,8 | 28,2 | 25,2 | 21,1 | ⌀ | 27,3 |
| Mittl. Tagesmin. (°C) | 15,1 | 15,6 | 18,2 | 22,2 | 25,2 | 24,4 | 25,2 | 26,2 | 24,7 | 21,8 | 20,3 | 17,8 | ⌀ | 21,4 |
|                       |      |      |      |      |      |      |      |      |      |      |      |      |   |      |
| Niederschlag (mm)     | 26   | 38   | 51   | 95   | 189  | 243  | 189  | 233  | 337  | 144  | 105  | 39   | Σ | 1689 |
|                       |      |      |      |      |      |      |      |      |      |      |      |      |   |      |
| Sonnenstunden (h/d)   | 4,4  | 4,1  | 4,8  | 6,5  | 8,0  | 7,4  | 8,5  | 7,3  | 6,6  | 6,8  | 5,8  | 4,7  | ⌀ | 6,3  |
|                       |      |      |      |      |      |      |      |      |      |      |      |      |   |      |
| Regentage (d)         | 4    | 6    | 6    | 8    | 12   | 11   | 10   | 12   | 13   | 10   | 5    | 3    | Σ | 100  |
|                       |      |      |      |      |      |      |      |      |      |      |      |      |   |      |
| Luftfeuchtigkeit (%)  | 85   | 87   | 86   | 85   | 83   | 84   | 82   | 85   | 85   | 83   | 81   | 82   | ⌀ | 84   |

| 15,1 |

| 15,6 |

| 18,2 |

| 22,2 |

| 25,2 |

| 24,4 |

| 25,2 |

| 26,2 |

| 24,7 |

| 21,8 |

| 20,3 |

| 17,8 |

| 15,1 |

| 15,6 |

| 18,2 |

| 22,2 |

| 25,2 |

| 24,4 |

| 25,2 |

| 26,2 |

| 24,7 |

| 21,8 |

| 20,3 |

| 17,8 |

## Städtepartnerschaften
Haikou unterhält mit folgenden zwanzig Städten Partnerschaften:
| Stadt         | Land                   | seit |
| ------------- | ---------------------- | ---- |
| Alhambra      | Vereinigte Staaten     | 1994 |
| Antalya       | Türkei                 | 2010 |
| Cancún        | Mexiko                 | 2010 |
| Cannes        | Frankreich             | 1997 |
| Chabarowsk    | Russland               | 2011 |
| Darwin        | Australien             | 1990 |
| Dubrovnik     | Kroatien               | 2013 |
| DuPont        | Vereinigte Staaten     | 2010 |
| Gdynia        | Polen                  | 2006 |
| Hrodna        | Belarus                | 2022 |
| Ilha do Sal   | Kap Verde              | 2009 |
| Jalta         | Ukraine                | 2004 |
| Kuusamo       | Finnland               | 2006 |
| Lakewood      | Vereinigte Staaten     | 2006 |
| Lapu-Lapu     | Philippinen            | 1997 |
| Lombok Utara  | Indonesien             | 2017 |
| Maui          | Vereinigte Staaten     | 2007 |
| Oklahoma City | Vereinigte Staaten     | 1992 |
| Perth         | Vereinigtes Königreich | 1992 |
| Rangun        | Myanmar                | 2017 |
| Saint-Nazaire | Frankreich             | 1992 |
| Sansibar      | Tansania               | 1997 |
| Seogwipo      | Südkorea               | 1999 |
| Victoria      | Seychellen             | 2007 |
| Wladimir      | Russland               |      |